# Ekonomsko-trgovinska škola Tuzla
Ekonomsko-trgovinska škola u Tuzli je javna mješovita srednja škola koja obrazuje kadrove u ekonomiji i trgovini.

## Povijest
Današnja škola formirana je odlukom Vlade Tuzlanskog kantona od 6. srpnja 2012. godine spajanjem Srednje ekonomske škole i Srednje trgovinske škole Tuzla. Njena prethodnica, Trgovinska škola radi od 1844. godine. Tad je u BiH ovakvih škola bilo samo još u Sarajevu, Mostaru i Banjoj Luci. Škola je radila s prekidima do 1955. godine. Od te godine nije više bilo prekida u radu, a radila je u prostorima Srednje ekonomske. Godine 1958. za ovu je školu napravljena posebna zgrada koja je bila suvremeno opremljena. Iz svojih je prostorija iseljena 1971. Odlukom općine Tuzla 1971., a danas u njima djeluje Medicinska škola Tuzla. Ekonomska škola u Tuzli osnovana je potkraj 1947. zbog rastuće potrebe za školovanim ekonomskim kadrom kojeg je manjkalo u ovom kraju. Trgovačka akademija u Tuzli odnosno Ekonomska škola počela je s radom školske 1947/48. godine i u školu je upisano 105 učenika u tri razreda. Danas ova škola ima više od 950 učenika. Nalazi se na adresi Muhameda Hevaije Uskufija 3.
Nastava se odvija na bošnjačkom jeziku i na srpskom jeziku.

## Vanjske poveznice
- Ekonomsko-trgovinska škola Tuzla